# NGC 2737
NGC 2737 é uma galáxia espiral (Sab) localizada na direcção da constelação de Cancer. Possui uma declinação de +21° 54' 23" e uma ascensão recta de 9 horas, 03 minutos e 59,6 segundos.
A galáxia NGC 2737 foi descoberta em 23 de Fevereiro de 1863 por Heinrich Louis d'Arrest.